# Список островов Азербайджана
В Азербайджане много островов вдоль побережья Каспийского моря. Большинство из них являются частью Бакинского архипелага.

## Бакинский архипелаг
- Бёюк-Зиря или Наргин
- Даш-Зиря или Вульф
- Остров Гум или Песчаный
- Остров Тава или Плита

## Другие острова архипелага
Эти острова обособлены от основной группы:
- Сенги-Муган или Свиной
- Зенбиль или Дуванни
- Чигиль или Обливной
- Гарасу или Лось
- Хере-Зиря или Булла
- Острова или острова Гутан и Бабури
- Адсыз, Дасли ада или Безымянный
- Гиль или Глиняный
- Кюр-Дили или Куринский
- Кюр-Дашы или Куринский камень

## Острова, не входящие в состав Бакинского архипелага
- Чилов
- Остров Пираллахи или остров Артёма
- Яшма[1]

## Искусственные острова
- Хазарские острова
- Нефтяные Камни